# Jagsthausen
Jagsthausen är en kommun och ort i Landkreis Heilbronn i regionen Heilbronn-Franken i Regierungsbezirk Stuttgart i förbundslandet Baden-Württemberg i Tyskland.
Kommunen ingår i kommunalförbundet Möckmühl tillsammans med städerna Möckmühl och Widdern och kommunen Roigheim.